# Arjun Maini
Arjun Maini (ur. 10 grudnia 1997 w Bengaluru) – indyjski kierowca wyścigowy. W 2022 roku kierowca Deutsche Tourenwagen Masters w zespole Mercedes-AMG Team HRT.

## Życiorys

### Początki
Maini rozpoczął karierę w jednomiejscowych samochodach wyścigowych w 2013 roku od startów w AsiaCup Series, gdzie czterokrotnie stawał na podium. Z dorobkiem 108 punktów został sklasyfikowany na czwartym miejscu w klasyfikacji generalnej.

### Formuła Renault
Rok później przeniósł się do Europy, gdzie rozpoczął starty w Formule 4 BRDC. W ciągu 24 wyścigów, w których wystartował, dziewięciokrotnie stawał na podium, w tym czterokrotnie na jego najwyższym stopniu. Do ostatniego wyścigu walczył o tytuł mistrzowski ze swoim zespołowym partnerem z ekipy Lanan Racing, Brytyjczykiem George’em Russellem. Na ostatnią rundę sezonu, rozegraną na torze Snetterton, przyjechał jako lider tabeli. Ostatecznie jednak tytuł mistrzowski przegrał różnicą zaledwie trzech punktów.

### Toyota Racing Series
Na początku sezonu 2015 roku wziął udział w mistrzostwach Toyota Racing Series. Hindus sześciokrotnie stawał na podium, z czego dwukrotnie na jego najwyższym stopniu. Poza tym czterokrotnie sięgał po pole position oraz dwukrotnie uzyskał najszybszy czas okrążenia w wyścigu. Wykazywał jednak małą skuteczność i zdarzyło mu się kilka nieudanych występów m.in. dopiero dwunasta lokata po starcie z pierwszej pozycji, na torze imienia Bruce’a McLaren’a. W efekcie rywalizację zakończył tuż za podium, na 4. miejscu.

### Europejska Formuła 3

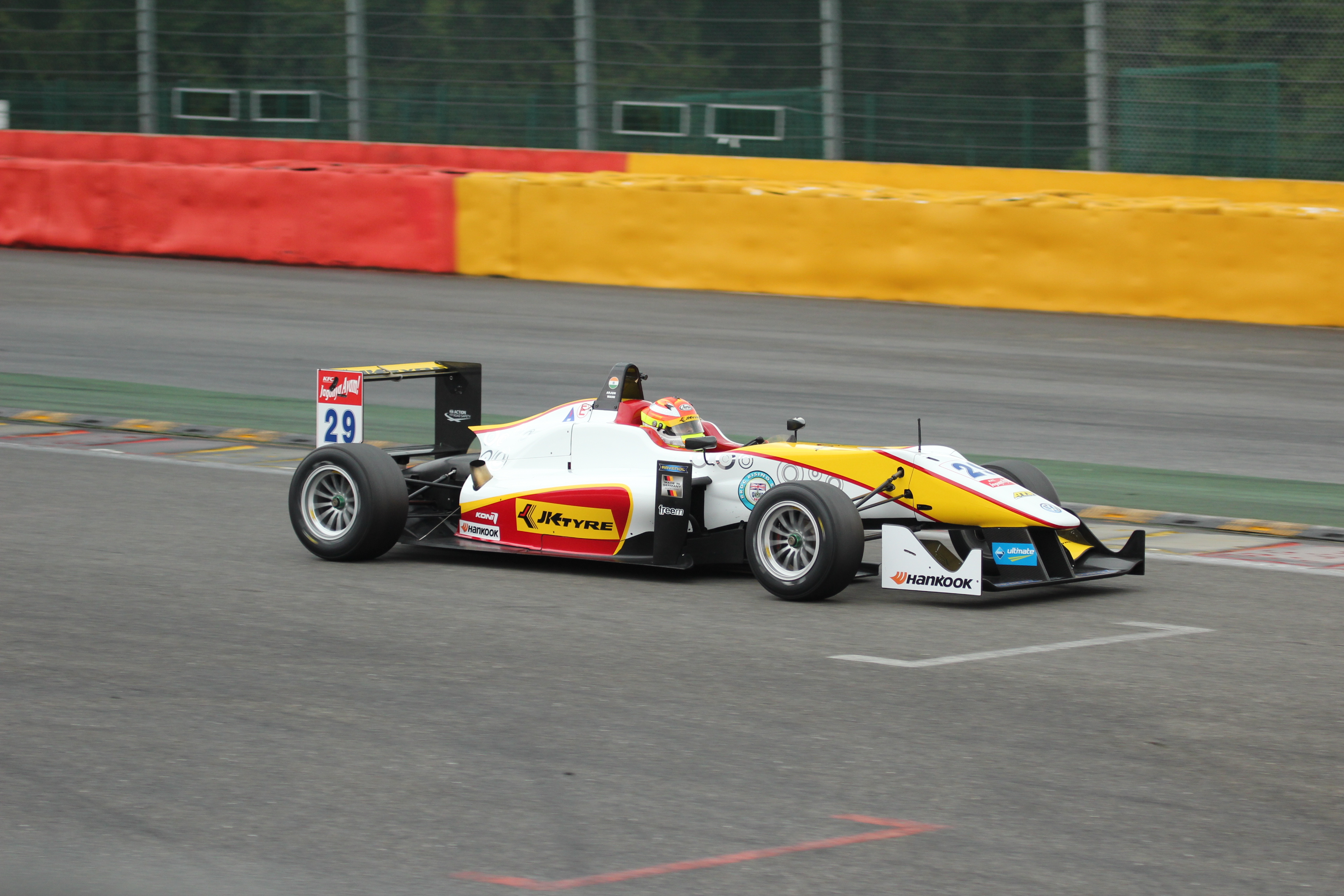
Arjun Maini na torze Circuit de Spa-Francorchamps podczas zawodów Europejskiej Formuły 3 (2015)

W sezonie 2015 nawiązał współpracę z holenderską ekipą Van Amersfoort Racing na starty w Europejskiej Formule 3. Maini tylko czterokrotnie sięgał po punkty, jednak podczas zmagań na ulicznym torze w Pau prezentował nadspodziewanie dobre osiągi. Hindus w pierwszym wyścigu dojechał tuż za podium, natomiast w drugim na piątej lokacie. W trzecim starcie zamknął czołową dziesiątkę. Zdobył łącznie 27 punktów, dzięki którym został sklasyfikowany na 18. miejscu. Hindus zaliczył także występ w dwóch prestiżowych wyścigach - Masters of Formula 3 oraz Grand Prix Makau. W pierwszej z nich (ponownie w holenderskiej ekipie) uzyskał szósty czas w kwalifikacjach, natomiast w wyścigu dojechał ósmy. W drugim (w zespole ThreeBond) z kolei potwierdził wysokie umiejętności jazdy na ulicznym torze, będąc ósmym w czasówce, natomiast w wyścigu na dziesiątym.
W roku 2016 przeniósł się do brytyjskiego zespołu ThreeBond.

## Wyniki

### Podsumowanie
| Sezon   | Seria                          | Zespół                     | Starty | P1 | PP | NO | Podia | Punkty | Pozycja |
| ------- | ------------------------------ | -------------------------- | ------ | -- | -- | -- | ----- | ------ | ------- |
| 2013    | AsiaCup Series                 | MERITUS.GP                 | 12     | 0  |    | 1  | 4     | 108    | 4       |
| 2014    | Formuła 4 BRDC                 | Lanan Racing               | 24     | 4  | 0  | 6  | 9     | 480    | 2       |
| 2015    | Toyota Racing Series           | M2 Competition             | 16     | 2  | 3  | 2  | 5     | 732    | 4       |
| 2015    | Europejska Formuła 3           | Van Amersfoort Racing      | 33     | 0  | 0  | 0  | 0     | 27     | 18      |
| 2015    | Masters of Formula 3           | Van Amersfoort Racing      | 2      | 0  | 0  | 0  | 0     | n.d.   | 6       |
| 2015    | Grand Prix Makau               | T-Sport                    | 1      | 0  | 0  | 0  | 0     | n.d.   | 10      |
| 2016    | Europejska Formuła 3           | ThreeBond with T-Sport     | 12     | 0  | 0  | 0  | 0     | 3      | 21      |
| 2016    | Seria GP3                      | Jenzer Motorsport          | 14     | 0  | 0  | 0  | 1     | 50     | 10      |
| 2016    | Grand Prix Makau               | Motopark                   | 2      | 0  | 0  | 0  | 0     | n.d.   | 21      |
| 2017    | Seria GP3                      | Jenzer Motorsport          | 15     | 1  | 0  | 1  | 2     | 69     | 9       |
| 2018    | Formuła 2                      | Trident                    | 24     | 0  | 0  | 0  | 0     | 24     | 16      |
| 2019    | European Le Mans Series – LMP2 | RLR MSport                 | 6      | 0  | 0  | 0  | 0     | 5,5    | 21      |
| 2019    | 24h Le Mans – LMP2             | RLR MSport                 | 1      | 0  | 0  | 0  | 0     | n.d.   | NU      |
| 2019    | Formuła 2                      | Campos Racing              | 6      | 0  | 0  | 0  | 0     | 0      | 24      |
| 2019    | Grand Prix Makau               | Jenzer Motorsport          | 1      | 0  | 0  | 0  | 0     | n.d.   | 23      |
| 2019/20 | Asian Le Mans Series – LMP2    | RLR MSport                 | 2      | 1  | 1  | 2  | 1     | 26     | 5       |
| 2020    | European Le Mans Series – LMP2 | Algarve Pro Racing         | 2      | 0  | 0  | 0  | 0     | 8      | 22      |
| 2021    | Asian Le Mans Series – LMP2    | Racing Team India          | 4      | 0  | 0  | 0  | 0     | 42     | 6       |
| 2021    | Deutsche Tourenwagen Masters   | Mercedes-AMG Team GetSpeed | 15     | 0  | 0  | 0  | 1     | 48     | 12      |
| 2022    | Asian Le Mans Series – GT      | Haupt Racing Team          | 4      | 0  | 0  | 0  | 0     | 20     | 9       |
| 2022    | Deutsche Tourenwagen Masters   | Mercedes-AMG Team HRT      |        |    |    |    |       |        |         |

### Europejska Formuła 3
| Rok  | Zespół                | Wyniki w poszczególnych eliminacjach | Wyniki w poszczególnych eliminacjach | Wyniki w poszczególnych eliminacjach | Wyniki w poszczególnych eliminacjach | Wyniki w poszczególnych eliminacjach | Wyniki w poszczególnych eliminacjach | Wyniki w poszczególnych eliminacjach | Wyniki w poszczególnych eliminacjach | Wyniki w poszczególnych eliminacjach | Wyniki w poszczególnych eliminacjach | Wyniki w poszczególnych eliminacjach | Wyniki w poszczególnych eliminacjach | Wyniki w poszczególnych eliminacjach | Wyniki w poszczególnych eliminacjach | Wyniki w poszczególnych eliminacjach | Wyniki w poszczególnych eliminacjach | Wyniki w poszczególnych eliminacjach | Wyniki w poszczególnych eliminacjach | Wyniki w poszczególnych eliminacjach | Wyniki w poszczególnych eliminacjach | Wyniki w poszczególnych eliminacjach | Wyniki w poszczególnych eliminacjach | Wyniki w poszczególnych eliminacjach | Wyniki w poszczególnych eliminacjach | Wyniki w poszczególnych eliminacjach | Wyniki w poszczególnych eliminacjach | Wyniki w poszczególnych eliminacjach | Wyniki w poszczególnych eliminacjach | Wyniki w poszczególnych eliminacjach | Wyniki w poszczególnych eliminacjach | Wyniki w poszczególnych eliminacjach | Wyniki w poszczególnych eliminacjach | Wyniki w poszczególnych eliminacjach | Punkty | Pozycja |
| ---- | --------------------- | ------------------------------------ | ------------------------------------ | ------------------------------------ | ------------------------------------ | ------------------------------------ | ------------------------------------ | ------------------------------------ | ------------------------------------ | ------------------------------------ | ------------------------------------ | ------------------------------------ | ------------------------------------ | ------------------------------------ | ------------------------------------ | ------------------------------------ | ------------------------------------ | ------------------------------------ | ------------------------------------ | ------------------------------------ | ------------------------------------ | ------------------------------------ | ------------------------------------ | ------------------------------------ | ------------------------------------ | ------------------------------------ | ------------------------------------ | ------------------------------------ | ------------------------------------ | ------------------------------------ | ------------------------------------ | ------------------------------------ | ------------------------------------ | ------------------------------------ | ------ | ------- |
| 2015 | Van Amersfoort Racing | SIL                                  | SIL                                  | SIL                                  | HOC                                  | HOC                                  | HOC                                  | PAU                                  | PAU                                  | PAU                                  | MNZ                                  | MNZ                                  | MNZ                                  | SPA                                  | SPA                                  | SPA                                  | NOR                                  | NOR                                  | NOR                                  | ZAN                                  | ZAN                                  | ZAN                                  | RBR                                  | RBR                                  | RBR                                  | ALG                                  | ALG                                  | ALG                                  | NÜR                                  | NÜR                                  | NÜR                                  | HOC                                  | HOC                                  | HOC                                  | 27     | 18      |
| 2015 | Van Amersfoort Racing | NU                                   | 14                                   | 16                                   | 16                                   | NU                                   | 13                                   | 12                                   | 4                                    | 5                                    | 10                                   | 20                                   | 20                                   | 17                                   | 23                                   | 16                                   | NU                                   | 14                                   | 17                                   | 13                                   | 16                                   | 17                                   | 21                                   | 15                                   | 22                                   | 28                                   | 25                                   | 16                                   | 8                                    | 12                                   | 16                                   | 29                                   | 14                                   | 17                                   | 27     | 18      |
| 2016 | Carlin                | LEC                                  | LEC                                  | LEC                                  | HUN                                  | HUN                                  | HUN                                  | PAU                                  | PAU                                  | PAU                                  | RBR                                  | RBR                                  | RBR                                  | NOR                                  | NOR                                  | NOR                                  | ZAN                                  | ZAN                                  | ZAN                                  | SPA                                  | SPA                                  | SPA                                  | NÜR                                  | NÜR                                  | NÜR                                  | IMO                                  | IMO                                  | IMO                                  | HOC                                  | HOC                                  | HOC                                  |                                      |                                      |                                      | 3      | 21      |
| 2016 | Carlin                | NU                                   | 13                                   | 16                                   | 14                                   | 15                                   | 15                                   | 18                                   | 10                                   | 9                                    | NU                                   | NU                                   | 18                                   | –                                    | –                                    | –                                    | –                                    | –                                    | –                                    | –                                    | –                                    | –                                    | –                                    | –                                    | –                                    | –                                    | –                                    | –                                    | –                                    | –                                    | –                                    |                                      |                                      |                                      | 3      | 21      |

### GP3
| Legenda oznaczeń w tabelach wyników Wyświetl szablon na nowej stronie | Legenda oznaczeń w tabelach wyników Wyświetl szablon na nowej stronie                                                                     |
| Oznaczenie                                                            | Wyjaśnienie |
| --------------------------------------------------------------------- | --- |
| Złoty                                                                 | Zwycięzca lub mistrzostwo |
| Srebrny                                                               | 2. miejsce lub wicemistrzostwo |
| Brązowy                                                               | 3. miejsce lub II wicemistrzostwo |
| Zielony                                                               | Ukończył, punktował (w klasyfikacji generalnej, gdy zdobył co najmniej jeden punkt na przestrzeni sezonu, poza trzema powyższymi opcjami) |
| Niebieski                                                             | Ukończył, nie punktował (w klasyfikacji generalnej, gdy nie zdobył co najmniej jednego punktu na przestrzeni sezonu)                      |
| Czerwony                                                              | Nie zakwalifikował się (NZ) |
| Czerwony                                                              | Nie prekwalifikował się (NPK) |
| Różowy                                                                | Nie ukończył (NU) |
| Różowy                                                                | Niesklasyfikowany (NS) (w klasyfikacji generalnej, gdy nie został sklasyfikowany w żadnym wyścigu sezonu)                                 |
| Czarny                                                                | Zdyskwalifikowany (DK) |
| Czarny                                                                | Wykluczony (WYK/EX) |
| Biały                                                                 | Nie wystartował (NW) |
| Biały                                                                 | Kontuzjowany (K/INJ) |
| Biały                                                                 | Wyścig odwołany (OD/C) |
| Bez koloru                                                            | Został wycofany (WYC/WD) |
| Bez koloru                                                            | Nie przybył (NP/DNA) |
| Bez koloru                                                            | Nie brał udziału w treningach (NT/DNP) |
| Bez koloru                                                            | Nie został zgłoszony (–) |
| Pogrubienie                                                           | Start z pole position |
| Kursywa                                                               | Najszybsze okrążenie wyścigu |
| †                                                                     | Nie ukończył, ale jego rezultat został zaliczony ze względu na przejechanie więcej niż 90% dystansu wyścigu.                              |
| *                                                                     | Sezon w trakcie |
| 1/2/3                                                                 | Punktowana pozycja w sprincie kwalifikacyjnym                                                                                             |
| Lista systemów punktacji Formuły 1                                    | |

| Rok  | Zespół            | Wyniki w poszczególnych eliminacjach | Wyniki w poszczególnych eliminacjach | Wyniki w poszczególnych eliminacjach | Wyniki w poszczególnych eliminacjach | Wyniki w poszczególnych eliminacjach | Wyniki w poszczególnych eliminacjach | Wyniki w poszczególnych eliminacjach | Wyniki w poszczególnych eliminacjach | Wyniki w poszczególnych eliminacjach | Wyniki w poszczególnych eliminacjach | Wyniki w poszczególnych eliminacjach | Wyniki w poszczególnych eliminacjach | Wyniki w poszczególnych eliminacjach | Wyniki w poszczególnych eliminacjach | Wyniki w poszczególnych eliminacjach | Wyniki w poszczególnych eliminacjach | Wyniki w poszczególnych eliminacjach | Wyniki w poszczególnych eliminacjach | Punkty | Pozycja |
| ---- | ----------------- | ------------------------------------ | ------------------------------------ | ------------------------------------ | ------------------------------------ | ------------------------------------ | ------------------------------------ | ------------------------------------ | ------------------------------------ | ------------------------------------ | ------------------------------------ | ------------------------------------ | ------------------------------------ | ------------------------------------ | ------------------------------------ | ------------------------------------ | ------------------------------------ | ------------------------------------ | ------------------------------------ | ------ | ------- |
| 2016 | Jenzer Motorsport | ESP                                  | ESP                                  | AUT                                  | AUT                                  | GBR                                  | GBR                                  | HUN                                  | HUN                                  | GER                                  | GER                                  | BEL                                  | BEL                                  | ITA                                  | ITA                                  | MAL                                  | MAL                                  | ARE                                  | ARE                                  | 50     | 10      |
| 2016 | Jenzer Motorsport | –                                    | –                                    | –                                    | –                                    | 8                                    | 19                                   | 8                                    | 2                                    | 7                                    | 5                                    | NU                                   | 16                                   | 14                                   | 6                                    | 4                                    | 7                                    | 14                                   | 14                                   | 50     | 10      |
| 2017 | Jenzer Motorsport | CAT                                  | CAT                                  | RBR                                  | RBR                                  | SIL                                  | SIL                                  | HUN                                  | HUN                                  | SPA                                  | SPA                                  | MNZ                                  | MNZ                                  | JER                                  | JER                                  | YAS                                  | YAS                                  |                                      |                                      | 69     | 9       |
| 2017 | Jenzer Motorsport | 7                                    | 1                                    | 10                                   | 16                                   | 6                                    | 5                                    | NU                                   | 8                                    | 4                                    | 6                                    | NU                                   | OD                                   | 17                                   | 13                                   | 3                                    | 8                                    |                                      |                                      | 69     | 9       |

### Formuła 2
| Rok  | Zespół        | Wyniki w poszczególnych eliminacjach | Wyniki w poszczególnych eliminacjach | Wyniki w poszczególnych eliminacjach | Wyniki w poszczególnych eliminacjach | Wyniki w poszczególnych eliminacjach | Wyniki w poszczególnych eliminacjach | Wyniki w poszczególnych eliminacjach | Wyniki w poszczególnych eliminacjach | Wyniki w poszczególnych eliminacjach | Wyniki w poszczególnych eliminacjach | Wyniki w poszczególnych eliminacjach | Wyniki w poszczególnych eliminacjach | Wyniki w poszczególnych eliminacjach | Wyniki w poszczególnych eliminacjach | Wyniki w poszczególnych eliminacjach | Wyniki w poszczególnych eliminacjach | Wyniki w poszczególnych eliminacjach | Wyniki w poszczególnych eliminacjach | Wyniki w poszczególnych eliminacjach | Wyniki w poszczególnych eliminacjach | Wyniki w poszczególnych eliminacjach | Wyniki w poszczególnych eliminacjach | Wyniki w poszczególnych eliminacjach | Wyniki w poszczególnych eliminacjach | Punkty | Pozycja |
| ---- | ------------- | ------------------------------------ | ------------------------------------ | ------------------------------------ | ------------------------------------ | ------------------------------------ | ------------------------------------ | ------------------------------------ | ------------------------------------ | ------------------------------------ | ------------------------------------ | ------------------------------------ | ------------------------------------ | ------------------------------------ | ------------------------------------ | ------------------------------------ | ------------------------------------ | ------------------------------------ | ------------------------------------ | ------------------------------------ | ------------------------------------ | ------------------------------------ | ------------------------------------ | ------------------------------------ | ------------------------------------ | ------ | ------- |
| 2018 | Trident       | BHR                                  | BHR                                  | BAK                                  | BAK                                  | CAT                                  | CAT                                  | MON                                  | MON                                  | LEC                                  | LEC                                  | RBR                                  | RBR                                  | SIL                                  | SIL                                  | HUN                                  | HUN                                  | SPA                                  | SPA                                  | MNZ                                  | MNZ                                  | SOC                                  | SOC                                  | YAS                                  | YAS                                  | 24     | 16      |
| 2018 | Trident       | 15                                   | 14                                   | NU                                   | 5                                    | NU                                   | 13                                   | 5                                    | 5                                    | 10                                   | 13                                   | 14                                   | 10                                   | 14                                   | 13                                   | 12                                   | 14                                   | 14                                   | 8                                    | NU                                   | 9                                    | 15                                   | 15                                   | NU                                   | NU                                   | 24     | 16      |
| 2019 | Campos Racing | BHR                                  | BHR                                  | BAK                                  | BAK                                  | CAT                                  | CAT                                  | MON                                  | MON                                  | LEC                                  | LEC                                  | RBR                                  | RBR                                  | SIL                                  | SIL                                  | HUN                                  | HUN                                  | SPA                                  | SPA                                  | MNZ                                  | MNZ                                  | SOC                                  | SOC                                  | YAS                                  | YAS                                  | 0      | 24      |
| 2019 | Campos Racing | –                                    | –                                    | –                                    | –                                    | –                                    | –                                    | –                                    | –                                    | –                                    | –                                    | DK                                   | 15                                   | 13                                   | 13                                   | NU                                   | 16                                   | –                                    | –                                    | –                                    | –                                    | –                                    | –                                    | –                                    | –                                    | 0      | 24      |

### European Le Mans Series
| Rok  | Klasa | Zespół             | Wyniki w poszczególnych eliminacjach | Wyniki w poszczególnych eliminacjach | Wyniki w poszczególnych eliminacjach | Wyniki w poszczególnych eliminacjach | Wyniki w poszczególnych eliminacjach | Wyniki w poszczególnych eliminacjach | Punkty | Pozycja |
| ---- | ----- | ------------------ | ------------------------------------ | ------------------------------------ | ------------------------------------ | ------------------------------------ | ------------------------------------ | ------------------------------------ | ------ | ------- |
| 2019 | LMP2  | RLR MSport         | LEC                                  | MNZ                                  | CAT                                  | SIL                                  | SPA                                  | ALG                                  | 5,5    | 21      |
| 2019 | LMP2  | RLR MSport         | 8                                    | NU                                   | 13                                   | NU                                   | 14                                   | 15                                   | 5,5    | 21      |
| 2020 | LMP2  | Algarve Pro Racing | LEC                                  | SPA                                  | LEC                                  | MNZ                                  | ALG                                  |                                      | 8      | 22      |
| 2020 | LMP2  | Algarve Pro Racing | –                                    | –                                    | –                                    | 8                                    | 8                                    |                                      | 8      | 22      |

### 24h Le Mans
| Rok  | Zespół                   | Klasa | Pozostali kierowcy      | Samochód | Silnik                | Okrążenia | Pozycja | Pozycja w klasie |
| ---- | ------------------------ | ----- | ----------------------- | -------- | --------------------- | --------- | ------- | ---------------- |
| 2019 | RLR M Sport/Tower Events | LMP2  | John Farano Norman Nato | Oreca 07 | Gibson GK428 4.2 L V8 | 295       | NS      | NS               |

### Deutsche Tourenwagen Masters
| Rok  | Zespół                     | Wyniki w poszczególnych eliminacjach | Wyniki w poszczególnych eliminacjach | Wyniki w poszczególnych eliminacjach | Wyniki w poszczególnych eliminacjach | Wyniki w poszczególnych eliminacjach | Wyniki w poszczególnych eliminacjach | Wyniki w poszczególnych eliminacjach | Wyniki w poszczególnych eliminacjach | Wyniki w poszczególnych eliminacjach | Wyniki w poszczególnych eliminacjach | Wyniki w poszczególnych eliminacjach | Wyniki w poszczególnych eliminacjach | Wyniki w poszczególnych eliminacjach | Wyniki w poszczególnych eliminacjach | Wyniki w poszczególnych eliminacjach | Wyniki w poszczególnych eliminacjach | Punkty | Pozycja |
| ---- | -------------------------- | ------------------------------------ | ------------------------------------ | ------------------------------------ | ------------------------------------ | ------------------------------------ | ------------------------------------ | ------------------------------------ | ------------------------------------ | ------------------------------------ | ------------------------------------ | ------------------------------------ | ------------------------------------ | ------------------------------------ | ------------------------------------ | ------------------------------------ | ------------------------------------ | ------ | ------- |
| 2021 | Mercedes-AMG Team GetSpeed | MNZ                                  | MNZ                                  | LAU                                  | LAU                                  | ZOL                                  | ZOL                                  | NÜR                                  | NÜR                                  | RBR                                  | RBR                                  | ASS                                  | ASS                                  | HOC                                  | HOC                                  | NOR                                  | NOR                                  | 48     | 12      |
| 2021 | Mercedes-AMG Team GetSpeed | 13                                   | NU                                   | NU                                   | 12                                   | NU                                   | NW                                   | 10                                   | 13                                   | 6                                    | 7                                    | NU                                   | 13                                   | NU                                   | 8                                    | 2                                    | 6                                    | 48     | 12      |